# 張元 (北周)
張元，字孝始，北周河北郡芮城县（今山西省芮城县）人。
父张成，假平阳郡守。父亲张延俊，官至功曹主簿。都以至纯为乡里所推重。張元有孝行，通佛学，精修释典。南邻杏熟，落在张元园中，以所得者送还其主。村中有狗子为人所弃，张元见到即收养。其叔父不想要。张元说：“有生之类，莫不重其性命。若天生天杀，自然之理。今为人所弃而死，非其道也。若见而不收养，无仁心也。是以收而养之。”史称其读《药师经》至祖父复明。祖父得病，他衣冠不解，旦夕服侍。祖父去世，号踊，绝而复苏。父亲去世，水浆不入口三日。县博士杨轨等二百余人上奏，朝廷诏令表彰其孝。